# グリズリーマン
『グリズリーマン』（Grizzly Man）は、2005年のアメリカ映画。
監督はヴェルナー・ヘルツォーク。

## 概要
13年間にわたってアラスカでグリズリーの保護活動をしていた男、グリズリーマンことティモシー・トレッドウェルの姿を描いたドキュメンタリーである。
トレッドウェルは後に発表するつもりで自らの活動を細かくハンディカメラに記録していたところ、2003年10月5日にカトマイ国立公園でガールフレンドと共にグリズリーに襲われて死亡したが、莫大な映像が残された。本作は基本的に、その残された映像、つまり生前のトレッドウェル自身が監督・出演しているセルフドキュメンタリーフィルムによって構成されている。
トレッドウェルがグリズリーに襲われた時も、ハンディカメラはキャップがついたまま作動していたため、彼が食われていく過程がリアルタイムに音声記録として残された。ただし、本作ではヘルツォークがその音声を聞き「もう消した方がいい。絶対に聞いてはいけない」と、所持者であるトレッドウェルの親友に対して呟く姿を映すのみに留められている。

## キャスト
- ティモシー・トレッドウェル
- ヴェルナー・ヘルツォーク

## 受賞・ノミネート
第31回ロサンゼルス映画批評家協会賞
- 受賞：ドキュメンタリー映画賞

第71回ニューヨーク映画批評家協会賞
- 受賞：ドキュメンタリー映画賞

第11回放送映画批評家協会賞
- ノミネート：ドキュメンタリー映画賞

第21回インディペンデント・スピリット賞
- ノミネート：ドキュメンタリー映画賞

第77回ナショナル・ボード・オブ・レビュー賞
- ノミネート：ドキュメンタリー映画賞 - 第3位